# Pherbellia mikiana
Pherbellia mikiana är en tvåvingeart som först beskrevs av Friedrich Georg Hendel 1900.  Pherbellia mikiana ingår i släktet Pherbellia och familjen kärrflugor. Inga underarter finns listade i Catalogue of Life.